# Круги (Могилёвский район)
Круги́ (бел. Кругі) — деревня в составе Мостокского сельсовета Могилёвского района Могилёвской области Республики Беларусь.

## Географическое положение
Ближайшие населённые пункты: Грибаны, Русинка.

## Население
- 1999 год — 104 человека
- 2010 год — 54 человека